# Hólger Quiñónez
Pour les articles homonymes, voir Quiñónez.
Hólger Abraham Quiñónez Caicedo (né le 18 août 1962 à Quevedo en Équateur) est un footballeur international équatorien, qui évoluait au poste de défenseur.

## Biographie

### Carrière en sélection
Avec l'équipe d'Équateur, il joue 50 matchs (pour aucun but inscrit) entre 1984 et 1999. 
Il figure notamment dans le groupe des sélectionnés lors des Copa América de 1989, de 1991, de 1993, de 1995 et de 1999.

## Palmarès
Barcelona
- Championnat d'Équateur (4) :
  - Champion : 1981, 1985, 1987 et 1989.